# Coleophora xanthoptera
Coleophora xanthoptera é uma espécie de mariposa do gênero Coleophora pertencente à família Coleophoridae.